# Pekka Loiri
Veli Pekka Loiri (30 marzo 1946) è un designer finlandese.

## La carriera
È stato Art Director della WSOY, una delle più grandi case editrici scandinave ed ha tenuto conferenze presso l'Institute of Design di Helsinki, inoltre è stato insegnante e presidente della MG School.
Insieme a Tapani Aartomaa e Kari Piippo ha creato il gruppo PILOT, dedito all'arte della grafica, ed in particolare all'arte del manifesto.
I suoi lavori sono apparsi in numerose pubblicazioni del settore ed è autore di diversi testi sulla grafica.
Ha partecipato a molte mostre internazionali sul manifesto e a presentazioni sui libri grafici.
È fondatore, presidente e Art Director dello Studio Original Loiri.

## I riconoscimenti
Ha vinto il premio "State Art and Design" così come un premio  della Fondazione culturale finlandese, ed è stato eletto come graphic designer dell'anno in Finlandia.
Altri riconoscimenti che ha ottenuto nel corso degli anni sono la  medaglia d'oro alla competizione di poster del New York Theater, il  primo posto alla Biennale del Poster del Colorado ed una menzione d'onore alla competizione di poster del teatro di Osnabrück.  Ha vinto infine il premio d'eccellenza Icograda.